# 布埃赛
布埃赛（法語：Bouessay，法語發音：[bwɛsɛ]）是法国马耶讷省的一个市镇，属于贡捷堡区。

## 地理
布埃赛（47°52'34"N, 0°23'34"W）面积9.34 平方千米，位于法国卢瓦尔河地区大区马耶讷省，该省份为法国西北部内陆省份，北起芒什省和奧恩省，西接伊勒-维莱讷省，南至曼恩-卢瓦尔省，东临萨尔特省。
与布埃赛接壤的市镇（或旧市镇、城区）包括：圣布里斯、圣卢迪多拉、欧韦尔勒阿蒙、薩爾特河畔薩布萊。

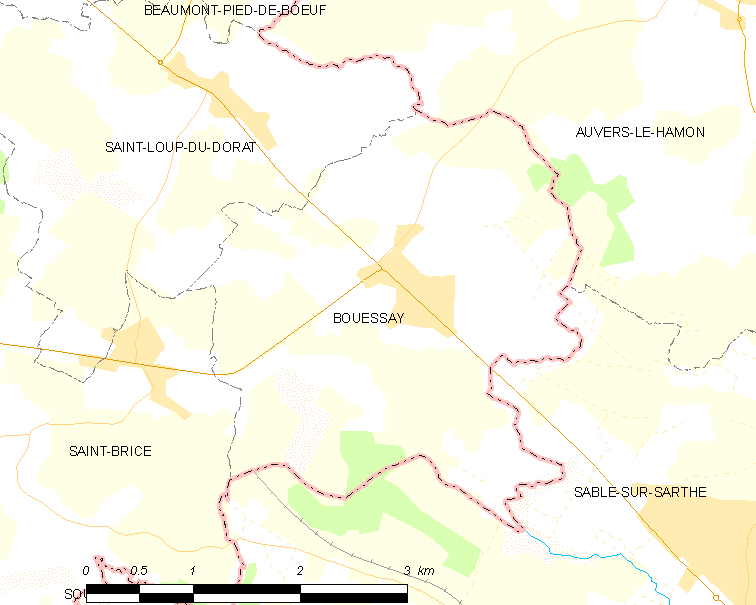
布埃赛的OSM定位图

布埃赛的时区为UTC+01:00、UTC+02:00（夏令时）。

## 行政
布埃赛的邮政编码为53290，INSEE市镇编码为53037。

## 政治
布埃赛所属的省级选区为梅莱迪迈讷县。

## 人口

1962-2008年间布埃赛人口变化图示

布埃赛于2022年1月1日时的人口数量为718人。